# Teretrius braganzae
Teretrius braganzae är en skalbaggsart som beskrevs av Lewis 1900. Teretrius braganzae ingår i släktet Teretrius och familjen stumpbaggar. Inga underarter finns listade i Catalogue of Life.